# نارنجی (وبگاه)
نارنجی یک وبگاه خبری و تحلیلی فارسی بود که در سال ۱۳۸۶ تأسیس شد. به گفته سازندگان هدف نارنجی آشنایی با آخرین ابزارهای جدید تکنولوژی در زندگی روزانه است. این وبگاه در سال ۱۳۸۹ برنده عنوان بهترین سایت اطلاع‌رسانی در سومین جشنواره آنلاین وبسایت‌های ایران و در سال ۹۱ برنده جایزه بهترین وبلاگ فارسی از نگاه دویچه وله شد.

## تاریخچه
علی‌اصغر هنرمند سردبیر فعلی وبلاگ نارنجی در سال ۱۳۸۱ وبسایت گواشیر را راه‌اندازی کرد و پس از آن در نوروز سال ۱۳۸۶ با هدف ارائه خبرهای حوزهٔ فناوری اطلاعات وبسایت نارنجی را راه‌اندازی کرد. وی دلیل نامگذاری این سایت را به اسم نارنجی تنها علاقه شخصی به این رنگ عنوان کرد. او در مصاحبه‌ای با مجله پریانا هدف خود را از تأسیس وبسایت نارنجی پر کردن جای خالی سایت‌هایی مانند انگجت و گیزمودو در ایران دانست. نارنجی در سال ۱۳۸۷ فیلتر شد، اما این مشکل پس از بررسی رفع شد.
وبسایت نارنجی در سال ۹۱ با مجله عصر ارتباط پیمان همکاری بسته و برای فعالیت مشترک همکاری کردند. این دو مرکز اطلاع‌رسانی این همکاری را خواهرخواندگی می‌خواندند.
در سال ۱۳۹۱ و در کنفرانس دنیای موبایل بارسلون یک ایرانی از اریک اشمیت (مدیر عامل سابق و عضو هیئت مدیره گوگل) به خاطر سیاست‌های تحریمی در قبال ایران در دسترسی آزادانه به گردش اطلاعات انتقاد کرد. وب‌سایت نارنجی مدعی است این شخص خبرنگار نارنجی در کنفرانس بوده‌ است. بعدتر حسام آرمندهی در مصاحبه‌ای تایید کرد که این خبرنگار خود وی بوده است و  این سوال شروع راه اندازی کافه بازار بود.
وبسایت نارنجی در تاریخ ۷ فوریه ۲۰۱۲ (۳ ماه پس از مرگ استیو جابز) اولین برگردان فارسی را از زندگی‌نامه استیو جابز (مؤلف والتر ایزاکسن) در ۵۲۳ صفحه و با ترجمه ناصر دادگستر (معروف به نیما دادگستر) با نام استیو جابز به صورت رایگان برای دانلود بر روی سایت قرار داد.

## دستگیری نویسندگان
در روز سه شنبه ۱۲ آذر ۱۳۹۲ خبری بر روی این وبسایت منتشر گردید که حاکی از دستگیری تعدادی از نویسندگان و اعضای فنی تیم نارنجی شامل علی‌اصغر هنرمند، عباس واحدی، علی‌رضا وزیری، نسیم نیک‌مهر، ملیحه نخعی، محمدحسین موسی‌زاده و سارا سجادپور و همچنین برخی دیگر از فعالان حوزه خبرنگاری و رسانه‌ای به‌وسیلهٔ سپاه و نگهداری آن‌ها در مکانی نامعلوم بود و ارسال به‌روزرسانی تازه را تا اطلاع ثانوی قطع نمود. بعد از گذشت چند ساعت، سایت خبر مربوط را حذف کرد و پس از ساعاتی قطعی دوباره در دسترس قرار گرفت.
احمد قربانی، معاون دادستان کرمان ظهر چهارشنبه سیزدهم آذر ماه ۱۳۹۲ در جمع خبرنگاران مدعی شد: اتهام این افراد که در قالب یک شبکه پیچیده امنیتی- رسانه‌ای فعالیت می‌کردند، اقدام علیه امنیت ملی از طریق همکاری با شبکه‌های بیگانه و طراحی سایت و تولید محتوا برای سایت‌های ضدانقلاب به منظور براندازی نظام مقدس جمهوری اسلامی است که مستندات جمع‌آوری شده و اطلاعات اولیه بدست آمده از بازجویی متهمین نشان‌دهنده و تصدیق‌کننده کلیه اتهامات وارده بر این افراد است.
یک ماه پس از بازداشت، خبر آزادی نیمی از ۱۶ بازداشت‌شده منتشر شد. افرادی که همچنان در بازداشت بودند، به اتهام همکاری با بی‌بی‌سی و دریافت پول از آن همچنان تحت بازجویی باقی ماندند.

## تعطیلی وب‌سایت نارنجی، نردبان و نگهبان
با حکم دادستان عمومی و انقلاب کرمان وب‌سایت نارنجی به صورت رسمی تعطیل شد و در تاریخ ۲۵ خرداد ۱۳۹۳ از دسترس عموم مردم خارج شد.

## محکوم شدن اعضای سایت نارنجی
علی‌اصغر هنرمند به ۱۱ سال زندان، عباس واحدی به ۲٫۵ سال زندان، حسین نوذری به ۷ سال زندان، احسان پاک‌نژاد به ۵ سال زندان محکوم شدند. همچنین ۷ نفر باقی تیم نارنجی و شرکت پات‌شرق نیز به تحمل ۱٫۵ سال زندان با تعلیق سه‌ساله محکوم شدند.
قربانی، اخذ سفارش از ضدانقلاب خارج‌نشین و طراحی سایت‌های اصلی ضدنظام و سایت‌های مرتبط با جنبش سبز را از دیگر فعالیت‌های این باند ذکر کرد و گفت: اعضای اصلی این باند ارتباط نزدیک و همکاری زیادی با اپوزیسیون خارج‌نشین داشته و خط‌مشی اصلی خود را از افراد فراری خارج‌نشین می‌گرفتند.